# Atomausstieg selber machen
Atomausstieg selber machen (ASM) war eine Kampagne von 23 deutschen Umweltverbänden, Verbraucherschutz-Organisationen und Anti-Atom-Initiativen.

## Ziele
Das Bündnis rief in Deutschland dazu auf, kein Geld mehr an Stromkonzerne zu zahlen, die Atomkraftwerke betreiben. Stattdessen wurde der Wechsel des Stromversorgers zu Ökostrom-Anbietern empfohlen. Außerdem wollte ASM Atomkraftgegner motivieren, für Ökostrom aktiv zu werden.

## Aktivitäten
Aktive Personen und Gruppen – z. B. Bürgerinitiativen, Ortsgruppen von Umweltschutzverbänden, unabhängige Anti-Atom- und Energiewendebündnisse – wurden von Atomausstieg selber machen unterstützt. Dafür machte ASM regelmäßig neue Aktionsvorschläge und -angebote und rief zusätzlich ein- bis zweimal im Jahr zu einer großen bundesweiten „Ökostrom-Wechselwoche“ auf.
Beratung und Information von interessierten Bürgern erfolgte unter anderem über Flyer.

## Geschichte
Nach der faktischen Aufkündigung des rot-grünen Atomkonsenses durch die ersten Anträge auf Übertragung von Reststrommengen von alten auf neuere Reaktorblöcke, eingereicht von den Kernkraftwerksbetreibern RWE, E.ON, Vattenfall und EnBW, riefen Umwelt- und Verbraucherschutz-Organisationen im Oktober 2006 dazu auf, sich von den Atomkonzernen zu trennen.
Sie beschlossen, dass sie den Atomausstieg selber machen können und gründeten zu diesem Zweck das gleichnamige Bündnis.
Das Gründungsmitglied Greenpeace verließ das Bündnis 2011, um nicht von den Spenden der beworbenen Ökostromanbieter abhängig zu sein.
In 2015 verkündeten die Träger ein Ende der gemeinsamen Kampagne und legten ein Archiv der Webseite an.

## Träger des Bündnisses
- .ausgestrahlt
- Bund der Energieverbraucher e. V.
- Bund für Umwelt- und Naturschutz Deutschland (BUND)
- Bundesverband Bürgerinitiativen Umweltschutz (BBU)
- Bürgerinitiative Umweltschutz Lüchow-Dannenberg
- Campact e. V.
- ContrAtom
- Deutscher Naturschutzring (DNR)
- Deutsche Umwelthilfe (DUH)
- Forum Umwelt und Entwicklung
- genanet – Leitstelle Gender, Umwelt, Nachhaltigkeit
- Grüne Liga
- Internationale Ärzte für die Verhütung des Atomkrieges / Ärzte in sozialer Verantwortung (IPPNW)
- Jugendbündnis Zukunftsenergie
- Klar! Kein Leben mit atomaren Risiken!
- Mütter gegen Atomkraft e. V.
- NaturFreunde Deutschlands
- Naturschutzbund Deutschland (NABU)
- Robin Wood e. V.
- TEMA Stiftung
- Unabhängiges Forschungsinstitut für Umweltfragen (UfU)
- urgewald
- WWF Deutschland
- X-tausendmal quer